# Трутнов
Трутнов (чеш. Trutnov) град је у Чешкој Републици, у оквиру историјске покрајине Бохемије. Трутнов је други по величини град управне јединице Краловехрадечки крај, у оквиру којег је седиште засебног округа Трутнов.

## Географија
Трутнов се налази у северном делу Чешке републике, близу границе са Пољском (10 км). Град је удаљен од 150 км североисточно од главног града Прага, а од првог већег града, Храдеца Краловског, 50 км северно.
Трутнов се налази у области североисточне Бохемије. Град лежи котлини реке Упе на надморској висини од преко 400 м. Северно од града издиже се планина Снежник, са највишим врхом у целој држави, из планинског масива Крконоша.

## Историја
Подручје Трутнова било је насељено још у доба праисторије. Насеље под данашњим називом први пут се у писаним документима спомиње 1260. године као словенско насеље, Ускоро је насеље било насељено немачким досељеницима и добило је градска права.
Године 1919. Трутнов је постао део новоосноване Чехословачке. 1938. године Трутнов, као насеље са немачком већином, је оцепљено од Чехословачке и припојено Трећем рајху у склопу Судетских области. После Другог светског рата месни Немци су се присилно иселили из града у матицу. У време комунизма град је нагло индустријализован. После осамостаљења Чешке дошло је до опадања активности тешке индустрије и до проблема са преструктурирањем привреде.

## Становништво
Трутнов данас има око 32.000 становника и последњих година број становника у граду лагано опада. Поред Чеха у граду живе и Словаци и Роми.

## Партнерски градови
- Gmina Kępno
- Камјена Гора
- Gmina Strzelin
- Сењица
- Лофелден
- Свидњица
- Вирцбург
- Вејхерово

## Галерија
- Стара градска већница са торњем
- Богородичина црква
- Старе куће на главном тргу
- Крконошка фонтана